# 圆籽荷
圆籽荷（学名：Apterosperma oblata）为山茶科圆籽荷属下的一个种。

## 扩展阅读
- 維基物種上的相關：圆籽荷